# Veneçuela
Veneçuela (castellà: Venezuela), oficialment la República Bolivariana de Veneçuela (castellà: República Bolivariana de Venezuela), és un estat situat a la costa nord de Sud-amèrica. El territori veneçolà inclou, a més, diverses illes localitzades al mar Carib. Veneçuela limita amb la Guyana a l'est, el Brasil al sud, i Colòmbia a l'oest. Les illes de Trinitat i Tobago, Grenada, Saint Lucia, Barbados, Curaçao, Bonaire, Aruba, Saint Vincent i les Grenadines i les Antilles sota el vent es troben a prop de la costa veneçolana.
Com a antiga colònia espanyola, Veneçuela es va independitzar el 1821. Manté disputes territorials amb Guayana (l'àrea d'Essequibo) i amb Colòmbia (al Golf de Veneçuela). En l'actualitat, la República Bolivariana de Veneçuela és coneguda per la seva indústria petroliera i la biodiversitat ambiental del seu territori (és un dels 17 països megadiversos del món).
Veneçuela és un dels estats més urbanitzats de Llatinoamèrica, i de fet, del món. La gran majoria dels veneçolans viuen a les ciutats del nord, especialment a Caracas, la capital i la ciutat més gran.
El seu territori va ser residència d'importants grups tribals amerindis com els caribs. Va ser albirada per primera vegada per Cristòfor Colom el 1498, i partir d'aquell moment es va donar inici a la colonització i el seu procés de mestissatge cultural. Veneçuela va ser el primer país d'Hispanoamèrica on es van iniciar moviments emancipadors contra la Corona Espanyola, un procés que es va consolidar amb la batalla de Carabobo. Després d'un llarg capítol de conflictes civils, la nova República Bolivariana de Venezuela va trobar la seva via cap a la modernització de la mà de governs notòriament autoritaris. A mitjans del segle xx es va iniciar la lluita per un sistema democràtic, que es va afermar després de l'enderrocament del general Marcos Pérez Jiménez, el 1958. Gràcies a la bonança petroliera, Veneçuela va viure un període d'alt creixement econòmic, que es va veure interromput per la crisi energètica dels anys 1980, suscitant una etapa d'inestabilitat política i social alternada amb alts i baixos financers.
Veneçuela es considera actualment un país en desenvolupament, amb una economia basada primordialment en l'extracció i refinament del petroli i altres minerals, així com activitats agropecuàries i industrials. És coneguda també per ser un dels 19 països amb major diversitat ecològica del món, amb una geografia irregular que combina àrees tropicals, climes desèrtics, territoris selvàtics, extenses planes i ambients andins. Compta amb el conjunt d'àrees protegides més extens de l'Amèrica Llatina, denominades Àrees sota el règim d'una administració especial, les quals abasten aproximadament el 63% del territori nacional. La seva població, que ronda els 28 milions d'habitants, és àmpliament mestissa, integrant races indígenes, europees, africanes, i en menor grau asiàtiques, situació que influeix en la seva cultura i les seves manifestacions artístiques.

## Toponímia
Es creu que el nom de Veneçuela prové del cartògraf Amerigo Vespucci que, amb Alonso de Ojeda, va encapçalar una expedició naval el 1499 a les costes del golf del nord-est que avui es coneix com el Golf de Veneçuela. En arribar a la Península Guajira, la tripulació va observar els pobles constituïts per construccions lacustres o palafits que els anyu havien construït sobre l'aigua. Per a Vespucci, aquestes construccions el feien recordar la ciutat de Venècia, i per tant, va batejar aquesta regió com a Veniziela (que es creu significava petita Venècia), que després es transformaria en Venezuela. Altres historiadors (principalment Francisco Herrera Luque) han suggerit que el sufix castellà -zuela és pejoratiu (p. ex. mujerzuela) i no pas diminutiu.
Per altra banda, el geògraf espanyol Martín Fernández de Enciso, membre de la mateixa tripulació, va escriure en la seva obra Summa de Geografía que la població que havien visitat es coneixia com a Veneciuela i que estava construïda sobre roca. D'acord amb aquesta teoria, el nom de Veneçuela podria provenir d'una paraula ameríndia.

## Història
A Veneçuela, el 1522 es fundava un dels primers emplaçaments espanyols a l'Amèrica del Sud (el primer n'era Santa Marta, en el que avui és Colòmbia), i la major part del territori formava part del virregnat de Nova Granada. Parts del que ara és l'est de Veneçuela van esdevenir la Governació de Nova Andalusia. Després de diversos aixecaments fracassats, Veneçuela es va independitzar d'Espanya el 5 de juliol de 1823 sota el lideratge del seu fill més famós, Simón Bolívar. Veneçuela va formar part de la República de la Gran Colòmbia juntament amb Colòmbia, Panamà i l'Equador fins a 1830, quan l'estat veneçolà se'n va separar i va esdevenir una república sobirana.
Per la major part del segle xix i del segle xx la història veneçolana es va caracteritzar per la inestabilitat política, lluites polítiques i governs dictatorials. El bolívar és la unitat monetària de Veneçuela des del 1879, adoptada pel govern d'Antonio Guzmán Blanco Després de la mort de Juan Vicente Gómez i la caiguda dels governs autoritaris, les lluites democràtiques van obligar a l'exèrcit a retirar-se de la participació directa en la política nacional el 1958. A partir de llavors, Veneçuela ha tingut una tradició de govern democràtic, però, no sense conflictes.
El 1992 el tinent militar Hugo Chávez va dirigir un cop d'estat per a remoure al president democràtic, electe dues vegades, Carlos Andrés Pérez. El cop va fracassar, i Chávez i els conspiradors van ser encarcerats per traïció. Per altra banda, el president Pérez va ser acusat i declarat culpable de corrupció. Chávez es va convertir en un personatge molt popular per la classe baixa per resistir a un president corrupte. Va ser alliberat el 1994 pel successor de Pérez, Rafael Caldera.
Chávez va guanyar les eleccions presidencials de 1998 amb el 56% dels vots com a candidat d'un nou partit polític, el Moviment Cinquena República (Movimiento V República en castellà). Va promoure la creació d'una nova constitució, aprovada per referèndum el 1999. Chávez va ser reelegit el 2000 sota la nova constitució amb el 59% dels vots. Les reformes econòmiques i polítiques que ha realitzat han estat fortament criticades per la classe mitjana i la classe alta. El desembre de 2001 es van realitzar vagues generalitzades dels sectors petrolier i empresarial. Després d'un breu cop d'estat 2002 l'empresari Pedro Carmona es va autoproclamar president, però, va ser obligat a renunciar després d'un moviment popular pro-Chávez i el vicepresident Diosdado Cabello es va convertir en president interí d'acord amb la constitució. Chávez va ser restituït com a president 48 hores després.
El 5 de març de 2013 Hugo Chávez va morir i aquell mateix dia, Nicolás Maduro va assumir el càrrec de president de Veneçuela fins a la celebració d'uns nous comicis presidencials en 2013. La creixent escassetat a Veneçuela es va intensificar sota el govern de Maduro. que va renovar el càrrec a les eleccions de 2018 i en 2024, però l'oposició no va reconèixer la seva victòria, esclatant una nova onada de protestes.

## Geografia física
Veneçuela és situada en l'Hemisferi nord, tot i que l'extrem meridional continental es troba molt a prop de la línia de l'equador terrestre. El seu territori continental està integrat per una massa compacta que s'estén d'est a oest i que pertany a la placa sud-americana; el territori insular comprèn un conjunt d'arxipèlags, illes i illots del mar Carib. Per la seva geografia hi ha una diversitat de recursos naturals, principalment energètics i minerals, i també una gran diversitat d'espècies i ecosistemes.
El país limita al nord amb el mar Carib o el mar de les Antilles amb una extensió de costa de 2.813 km; té fronteres marítimes amb les aigües territorials de Trinitat i Tobago, les Antilles Neerlandeses, Grenada, Puerto Rico i les Illes Verges. Comparteix 2.050 km de frontera terrestre amb Brasil al sud; 743 km a l'est amb Guyana i 2.250 km a l'oest amb Colòmbia.

### Relleu
El relleu veneçolà abasta tres unitats geogràfiques, una darrera l'altra d'oest a est:
- les cadenes septentrionals andines.
- les planes (llanos) de l'Orinoco.
- el sector occidental de l'altiplà de Guaiana.

Els Andes septentrionals es bifurquen en dues cadenes muntanyenques, que s'aixecaren durant l'Era terciària, que se separen a l'extrem nord de la serralada oriental colombiana. La cadena occidental està constituïda per la Serranía del Perijá en la frontera amb Colòmbia, que assoleix una altitud màxima de 3.750 m. La cadena oriental forma la serralada de Mérida, que assoleix una altitud màxima de 4.978 m al Pic Bolívar, el punt més alt del país. Aquestes dues cadenes envolten la depressió del Llac de Maracaibo, que amb 13.280 km² és el més extens de l'Amèrica del Sud. El llac ocupa una àmplia depressió oberta al golf de Veneçuela. El seu subsòl conté nombroses reserves d'hidrocarburs. Entre el Llac de Maracaibo, la serralada de Mérida i el mar Carib s'aixequen les serralades i les valls fondes (hondonadas) del sistema Lara-Falcón format per tres alineacions orogràfiques orientades de sud-oest a nord-oest. Cap a l'est, la regió muntanyosa veneçolana s'estén i envolta una vegada més la costa del Carib, conformant el sistema muntanyós del Carib que assoleix una altitud màxima de 2.765 m al Pico Naiguatá i que està conformat per la serralada del Carib i la serralada de l'Interior, ambdues orientades d'est a oest, i enmig de les quals es troba la depressió del Llac de Valencia. Finalment a l'est del sistema muntanyós del Carib es troba el macís de Cumaná que forma les penínsules d'Araya i Paria entre els golfs de Caraico i Paria.
La regió de les planes de l'Orinoco ocupa la depressió central que s'estén entre les muntanyes andines al nord-est i la vall de l'Orinoco a l'est i al sud i que envolta l'altiplà de Guaiana. Està integrada per una immensa plana que fou coberta pel mar en èpoques històriques antigues, i que han donat origen als jaciments d'hidrocarburs. A l'est i al sud de l'Orinoco es troba l'altiplà de Guaiana que, a causa de l'erosió, ha creat un relleu secundari de petites serralades, que ascendeix a poc a poc fins a formar el límit amb el Brasil amb la cadena de serralades de Tairapecó, Parima i Pacaraima; el mont Roraima, amb 2.810 n'és el punt més alt.

### Hidrografia
Veneçuela té una gran quantitat de recursos hídrics. El 74,5% de les aigües fluvials desemboquen a l'oceà Atlàntic, el 20,7% al mar Carib i el 4,5% s'uneixen al riu Amazones. Un petit percentatge desemboquen en la conca endorreica del Llac de Valencia. Així doncs, tres quartes parts del país pertanyen a la conca de l' Orinoco, que desemboca a l'Atlàntic a través d'un gran delta. És el tercer riu més cabalós de l'Amèrica del Sud. Els afluents més importants de l'Orinoco són el Ventuari, el Caroní, el Cauri, l'Aro, el Guaviare, el vichada, el Meta i l'Apure. Una part de les aigües de l'Orinoco acaben a l'Amazones per mitjà del canal natural de Casiquiare que comunica amb el riu Negro. Per altra banda, els rius més importants de la conca del mar Carib desemboquen al Llac de Maracaibo: Cotatumbo, Escalante i Chamba, curts i cabalosos.

### Fauna
La fauna hi és diversa i abundant, amb presència de mamífers característics de la zona tropical. Veneçuela és un dels països amb major varietat d'espècies d'aus. Els rèptils hi són també nombrosos, i s'hi troba una gran varietat de peixos. El 2004 hi existien 219 espècies en perill d'extinció, entre elles el Thripophaga cherriei.

### Climatologia
En trobar-se al tròpic, Veneçuela posseeix en general un clima càlid i plujós, conformat únicament per dues estacions: una estació seca, que va des de l'octubre al març, i una estació plujosa, de l'abril al setembre. Però a causa de l'orografia, els vents i el mar, hi ha diferències climàtiques. La latitud té poca importància, però aquesta canvia dràsticament el clima, especialment la temperatura, aconseguint valors molt dispars. D'acord amb la classificació de Köppen, els tipus de clima a Veneçuela són:
- Tropical o plujós càlid (A). És el clima predominant i més característic del país. Manté temperatures superiors als 18 °C i precipitacions durant gran part de l'any. El clima Tropical de Sabana (Aw) es dona a les planes, al nord de la Guaiana, i en part dels Andes i la Cordillera de la Costa, com San Cristóbal i Caracas; és sec entre desembre i març i amb precipitacions entre 600 i 1.500 mm. A la Guaiana, el riu Aroa i Barlovento és propi el Monsònic (Am), amb precipitacions entre 1.600 i 2.500 mm anuals i una sequera de tot just 45 dies. Al sud de la mateixa regió i a la Serranía del Perijá és propi el clima de Selva Tropical (Af), les precipitacions superen els 2.500 mm, no tenint estació seca.
- Sec(B). L'evaporació supera les precipitacions. És un clima típic de zones desèrtiques i àrides del litoral, amb temperatures molt superiors als 18 °C. A l'Estat Falcón, especialment en els Médanos de Coro, i a la Regió Insular es dona la modalitat Desèrtica Càlida (BWh) amb pluges moderades i escassa vegetació. A l'oest d'aquest estat, al litoral central, la Serralada de la Costa, Paraguaná, Barquisimeto, Maracaibo i part de l'illa de Margarita tenen l'Estepari Càlid o Semiàrid (BSh).
- Intertropical temperat d'Altura o Hivern Sec (Cw). Presenta temperatures de 14 i 18 °C en les elevacions més altes de la Cordillera de la Costa, com la Colonia Tovar, i ja en altures mitjanes dels Andes, com Mérida, Tovar i Mucuchíes.
- Fred d'Alta Muntanya (E). Les temperatures oscil·len entre sota 0 i 10 °C. El clima de Tundra (ET) s'aprecia en els páramos, a 2.800 msnm, en Apartaderos i el Pic El Águila. El clima gèlid d'alta muntanya (EF) es reserva als cims més alts dels Andes veneçolans, com són els Pics Bonpland, La Concha, Humboldt i Bolívar.

## Política i govern

### Organització constitucional
Les autoritats del Govern Nacional o Federal, es troben a Caracas, capital de la nació, dins el Districte Capital, seu dels òrgans del Poder Públic Nacional. El Govern està integrat per les institucions i òrgans que, segons la constitució de 1999, formen cinc branques, independents i autònomes:
- El poder executiu, ostentat pel president i el vicepresident, així com el Gabinet o consell de Ministres. El president és elegit per pluralitat de manera directa; és el cap d'Estat, cap de govern i el comandant en cap de les Forces Armades Nacionals i cap directe de la Reserva. És elegit per a un mandat de sis anys, amb la possibilitat d'una sola reelecció. El president designa el vicepresident i els ministres del gabinet. Té el dret a demanar a l'Assemblea la reconsideració de les lleis que consideri desapropiades, tot i que una majoria simple pot anul·lar les seves objeccions. L'Assemblea pot atorgar-li, per majoria simple, poders legislatius especials per dictar decrets amb força de llei.
- El poder legislatiu, ostentat per l'Assemblea Nacional. L'Assemblea és unicameral, integrada per 167 diputats, electes segons el mètode de representació proporcional. Tres d'aquests diputats representen els pobles indígenes de Veneçuela; i cada estat de Veneçuela és representat per tres diputats.
- El poder judicial, encapçalat pel Tribunal Suprem de Justícia, integrat per trenta-dos magistrats, distribuïts en set sales: constitucional, politico-adminsitrativa, electoral, cassació civil, cassació penal, cassació social i la sala plena. Cada sala està integrada per cinc magistrats, llevat de la sala constitucional que en té set. Els magistrats són designats per l'Assemblea Nacional per un període de 12 anys.
- El poder ciutadà, conformat pel Ministeri Públic, la Contraloria General de la República i el Defensor del Poble. Totes tres constitueixen el Consell Moral Republicà.
- El poder electoral, conformat pel Consell Nacional Electoral, integrat per cinc rectors principals i cinc suplents, designats per l'Assemblea Nacionals per un període de set anys, amb la possibilitat de dues reeleccions.

La constitució de 1999 inclou el "referèndum revocatori" per a tots els càrrecs d'elecció popular. Els funcionaris poden ser sotmesos a una nova elecció a la meitat del seu mandat.

### Organització territorial
El territori veneçolà es divideix en 23 estats federals, un Districte capital — que comprèn la ciutat de Caracas —, les Dependències Federals — conformades per 311 illes, illots i niells, en la majoria deshabitats — i els territoris federals (en l'actualitat només el Territori Insular Miranda). L'Estat veneçolà reclama i considera, a més a més, la Guaiana Esequiba com a part integral de la nació. Els estats són constitucionalment autònoms i iguals políticament, organitzant llur administració i llurs poders públics mitjançant una constitució estatal, dictada pel Consell Legislatiu segons les lleis de la federació i conserven tot el poder no delegat explícitament al govern nacional i municipal.

#### Estats
La legislatura de cada estat recau sobre un Consell Legislatiu unicameral, els membres del qual s'elegeixen mitjançant el vot popular, directe i secret cada quatre anys segons un sistema de representació proporcional de la població de l'estat i els seus municipis, i amb un mínim de 7 i un màxim de 15 diputats. Els estats poden sancionar lleis sobre qüestions no nacionals, però el seu àmbit és més restringit que no pas a altres federacions: les principals lleis civils, comercials, penals, laborals, de seguretat social i de mineria estan reservades només a l'Assemblea Nacional. El poder executiu estatal és ostentat per un governador i un consell de secretaris. El governador és elegit per vot popular, directe i secret per un període de quatre anys amb la possibilitat de reelecció. La judicatura dels estats és representada per la Direcció Executiva de la Magistratura Regional. Finalment, el poder ciutadà és exercit per una controlaria estatal autònoma, i el poder electoral per una Oficina Regional Electoral.

#### Municipis
Els estats federals es divideixen al seu torn en municipis autònoms que són la primera unitat política de l'organització nacional i gaudeixen de personalitat jurídica plena. El poder públic municipal no difereix molt del model estatal. La potestat legislativa és ostentada per un consell municipal electe per un període de quatre anys. El poder executiu és ostentat per un alcalde que és elegit també per un període de quatre anys. El poder judicial és representat per la seu judicial municipal i el poder ciutadà per una controlaria municipal autònoma. Els municipis se subdivideixen en parròquies. Aquestes són demarcacions de caràcter local amb l'objectiu de descentralitzar l'administració municipal i per a dividir les prefectures civils que equivalen als tribunals locals encarregats de l'àmbit jurídic. Hi ha, a Veneçuela, 335 municipis i 1065 parròquies.

#### Regions politicoadministratives
El 1969 es va crear un ordenament de regions politicoadministratives que agrupen els estats segons llurs característiques socials, econòmiques i tradicionals, que tenien l'objectiu principal de fomentar el procés de desenvolupament regional. Hi ha nou regions politicoadministratives, tot i que Táchira i el municipi Páez d'Apure es considera una dècima regió Sud-occidental.
| Nom               | Estats conformants                                                               |  |
| ----------------- | -------------------------------------------------------------------------------- |  |
| Los Andes         | Mérida, Estat de Táchira, Trujillo, Estat de Barinas i el Municipi Páez de Apure |  |
| Capital           | Miranda, Estat de Vargas, Districte Capital                                      |  |
| Central           | Estat d'Aragua, Estat de Carabobo, Estat de Cojedes                              |  |
| Centre Occidental | Falcón, Lara, Portuguesa, Estat de Yaracuy                                       |  |
| Guaiana           | Estat de Bolívar, Amazones, Estat de Delta Amacuro                               |  |
| Insular           | Estat de Nueva Esparta, Dependències Federals                                    |  |
| Los Llanos        | Estat d'Apure (excloent-ne el Municipi Páez), Estat de Guárico                   |  |
| Nord-oriental     | Estat d'Anzoátegui, Estat de Monagas, Sucre                                      |  |
| Zuliana           | Estat de Zulia                                                                   |  |

## Economia

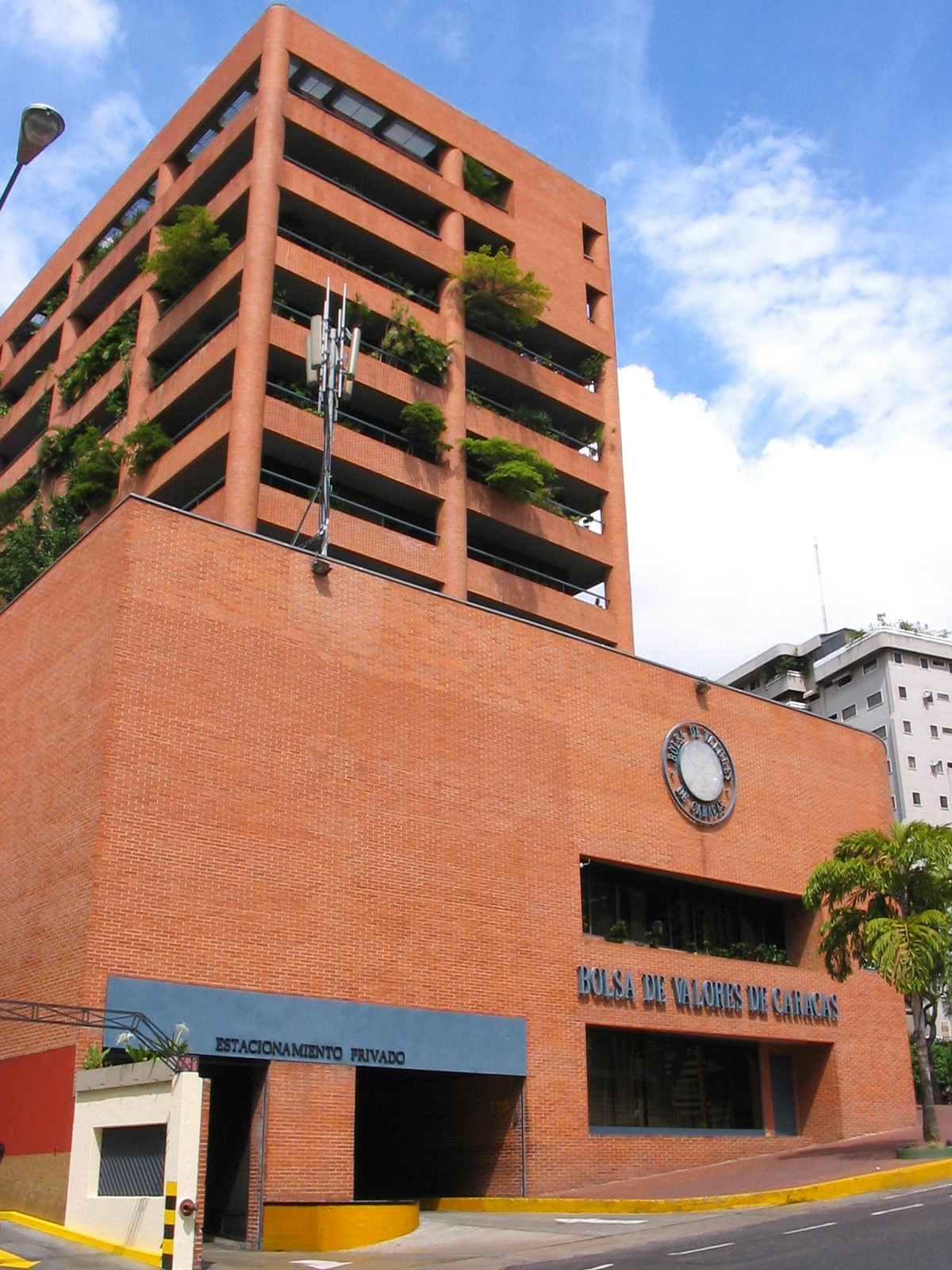
Borsa de Caracas

La indústria petroliera domina l'economia veneçolana, i representa un terç del Producte interior brut (PIB) de la nació, el 90% del valor de les seves exportacions, i més de la meitat de la renda del govern. Des de la dècada de 1940 fins a la dècada de 1970, Veneçuela era l'exportador de petroli més gran del món. Els jaciments principals es troben al Llac de Maracaibo i als estats del litoral. El govern veneçolà ha aprofitat les rendes obtingudes del sector petrolier per a promoure el desenvolupament econòmic i diversificar l'economia. Veneçuela és el proponent i membre de l'Organització de Països Exportadors de Petroli (OPEP). El país va ser afectat greument per la caiguda abrupta dels preus de l'hidrocarbur en la dècada de 1980, elevant els nivells de pobresa i desigualtat. El president Hugo Chávez, electe des de 1998, ha aplicat una sèrie de polítiques de caràcter socialista que inclouen la nacionalització de les principals indústries del país, incloent-hi les indústries del petroli, l'elèctrica i de telecomunicacions. A més, s'ha determinat reduir la influència dels Estats Units sobre l'Amèrica Llatina, per la qual cosa ha aprofitat les rendes petrolieres per atorgar préstecs generosos als seus veïns. Els preus del petroli, que han arribat a màxims històrics, superiors als 100 USD per barril, han estat aprofitats pel govern de Chávez per emprendre polítiques de benestar social i de reducció de pobresa. Tanmateix, la inflació s'ha disparat a més del 20% anual, una xifra que tanmateix, ha estat acompanyada d'un sorprenent creixement del PIB a taxes superiors al 7%. El PIB per capita el 2007 va ser de 12.200, el quart més gran de l'Amèrica Llatina en paritat de poder adquisitiu; tanmateix el 37,9% de la població viu sota el llindar de la pobresa, un dels percentatges més elevats de la regió.
Veneçuela pertanyia a la Comunitat Andina de Nacions i al G3, però el president Hugo Chávez, ha anunciat la sortida del país d'aquests blocs comercials, i ha optat per integrar-se al Mercosur com a membre ple—encara falta la ratificació del parlament del Paraguai—i a la creació de l'Alternativa Bolivariana de les Amèriques i de la Unió de Nacions Sud-americanes.

## Geografia humana i societat

### Demografia
El 2008, la població veneçolana es va estimar en 26 milions d'habitants, amb una taxa de creixement poblacional de l'1,5%. La població veneçolana és altament urbanitzada: el 94% de la població viu a les ciutats, el percentatge més alt d'Amèrica Llatina, i un dels més alts del món. Territorialment, el 71% de la població viu entre la costa i el centre; només el 6% de la població viu al sud del riu Orinoco, una àrea, tanmateix, de major extensió territorial. Les ciutats més grans són: Caracas, la capital, amb 3,5 milions d'habitants, seguida de Maracaibo, ciutat important de la indústria petroliera amb 2 milions i València, capital manufacturera, amb 1,4 milions. L'esperança de vida és de 73 anys; la taxa de fecunditat és relativament alta, de 2,5 nens per dona, i l'alfabetització és del 93%.

### Llengües
Tot i que el país és majoritàriament monolingüe en castellà, també s'hi parlen nombroses llengües de Veneçuela. A més del castellà, la Constitució Bolivariana de Veneçuela, de 1999, reconeix més de trenta llengües indígenes, entre les quals el wayuunaiki, el warao, el pemón. L'anglès és la segona llengua més popular del país.

### Etnografia i immigració
Veneçuela és un país d'immigrants, ètnicament divers. La majoria de la població, el 47% del total, és d'ascendència europea, descendent dels colonitzadors espanyols originals i de la forta immigració europea de la segona meitat del segle xx; el 45% és mestissa o mulato-mestissa; el 6% és d'origen africà, i el 2% és ameríndia. Abans de 1948, la població era només de 5 milions d'habitants. A partir d'aquesta dècada, i amb el boom petrolier el govern, que no havia encoratjat la immigració no espanyola, va aplicar una política d'immigració oberta, atraient obrers d'Espanya, Itàlia i Portugal, Colòmbia, l'Argentina, Xile, l'Uruguai i dels Estats Units. El govern estima que hi ha 38 grups ètnics amerindis, dels quals els més nombrosos són els guajiro (wayuu) i els warao (warrau).

### Religió
La constitució estableix la llibertat de culte. Al voltant del 96% de la població veneçolana s'identifica com a catòlica romana. El 2% s'identifica com a protestant, i l'altre 2% practica altres religions, entre les quals, l'islam, l'hinduisme, el judaisme. Altres grups practiquen religions d'arrels prehispàniques i algunes poblacions de descendents africans desenvolupen la santeria (cultes afrocubans). Com a la resta del món, també hi ha grups importants d'ateus.